# Os Saltimbancos Trapalhões: Rumo a Hollywood
Os Saltimbancos Trapalhões: Rumo a Hollywood é um filme de comédia e musical brasileiro de 2017 produzido por Globo Filmes, Mixer Films e RA Produções e distribuído por Downtown Filmes e Paris Filmes. É uma adaptação roteirizada por Mauro Lima a partir do livro Os Saltimbancos escrito por Sergio Bardotti e Luis Enríquez Bacalov. Foi dirigido por João Daniel Tikhomiroff e estrelado por Renato Aragão e Dedé Santana. O elenco ainda conta com Emilio Dantas, Marcos Frota, Alinne Moraes, Maria Clara Gueiros e Roberto Guilherme.

## Enredo
Desde a proibição de animais em espetáculos, o Grande Circo Sumatra, localizado na fictícia cidadezinha de Barra Feia, enfrenta uma grande crise financeira. Barão (Roberto Guilherme), dono do circo, aceita propostas indecorosas do prefeito Aurélio Gavião (Nelson Freitas) para realizar leilões de gado, comícios e outros eventos alternativos no circo. Infelizes com a notícia, os artistas circenses decidem se reunir para montar um novo número e voltar a atrair o público, liderados por Didi (Renato Aragão), Dedé (Dedé Santana) e a jovem Karina (Letícia Colin), filha do Barão e recém-chegada da capital. O roteiro das atrações é idealizado por Didi a partir de sonhos mirabolantes que ele tem com animais falantes. Ele e sua trupe vão enfrentar a arrogância do gerente do circo Assis Satã (Marcos Frota), a cumplicidade de Tigrana (Alinne Moraes), a ganância do Barão e a prepotência do prefeito corrupto para tentar salvar o circo e levar adiante a ideia de um novo e sensacional espetáculo.

## Elenco
- Renato Aragão como Didi
- Dedé Santana como Dedé
- Letícia Colin como Karina Sumatra
- Alinne Moraes como Tigrana de Albuquerque e Afrodite[6]
- Marcos Frota como Assis Satã
- Maria Clara Gueiros como Madame Zoroastra
- Emilio Dantas como Frank  (Francisco Frank)
- Rafael Vitti como Pedro
- Roberto Guilherme como Barão de Sumatra
- Lívian Aragão como Luisa
- Nelson Freitas como Prefeito Aurélio Gavião
- Dan Stulbach como Tom Hanks
- Marcos Veras como Carlos Beraldo Rogaciano da  Costa
- Luís Felipe Mello como Saltimbanco Mirim

### Vozes (dublagem)
- Cláudio Galvan - Burro Alípio
- Mabel Cezar - Vaca  Turmalina
- Lauro Fabiano - Cachorro Mirandinha/ Sr. Miranda

## Produção

### Desenvolvimento
Em 2014, Renato Aragão e Dedé Santana atuaram em Os Saltimbancos Trapalhões - O Musical,  montada por Charles Möeller e Claudio Botelho, a peça no entanto não é um remake do filme original, mas sim uma nova adaptação do musical Os Saltimbancos de Sergio Bardotti e Luis Enríquez Bacalov, inspirado no conto Os Músicos de Bremen, dos irmãos Grimm, que em 1977 ganhou uma versão brasileira e músicas adicionais de Chico Buarque. No ano seguinte, foi confirmado um novo filme inspirada no musical, não se tratando de um remake, mas sim de um reboot.

## Recepção
Escrevendo sua crítica de cinema para O Globo, Daniel Schenker escreveu: "A direção de arte de Claudio Amaral Peixoto e os figurinos de Bia Salgado merecem menções elogiosas. Irregular como comédia (...), o filme presta bela homenagem, ao final, ao célebre quarteto.
Do CineClick, Iara Vasconcelos: ""Saltimbancos Trapalhões" acaba tendo tom de nostalgia. Renato Aragão repete a mesma fórmula de humor que fez sucesso nos tempos áureos do grupo, entretanto as piadas soam datadas e ingênuas demais para apelar aos padrões do humor atual."
Do Cineweb, Alysson Oliveira publicou um comentário menos elogioso: "Um filme repleto de boas intenções, mas quase nunca se encontra: é uma homenagem? é um remake? E, por fim, a ausência de Mussum e Zacarias – que são lembrados com uma imagem do longa original – é sentida."